# Ana María Giunta
Ana María Giunta (Concepción del Uruguay; 1 de marzo de 1943 - Buenos Aires; 14 de marzo de 2015) fue actriz, directora de escena y dramaturga argentina.

## Carrera
Con definida trayectoria en cine, teatro y televisión, se destacó sobre todo sus papeles cómicos. Hizo más de 19 apariciones en cine de Argentina desde Juan que reía (1976) en el papel de Minga junto a Luis Brandoni, Luisina Brando y Ana María Campoy y desde Romeo y Julieta (1971). 
Aunque tuvo papeles memorables como la alocada mucama Domitila en Las minas de Salomón Rey (1986) con Rolo Puente, Tristán, Susana Traverso y Reina Reech.
En Susana quiere, el negro también! (1987) en el rol de la mucama Pamela con Alberto Olmedo y Susana Traverso. En De mi barrio con amor (1995) junto a Luis Brandoni y Alicia Bruzzo.
En teatro tuvo su escuela de enseñanza docente abierta a muchos actos solidarios por varios años. Directora durante más de 15 años de «Talleres de Arte para la Vida» donde dedicó su potencial y corazón a niños, adolescentes y adultos con capacidades especiales.
En televisión participó desde programas humorísticos-satíricos pasando por telenovelas dramáticas hasta infantiles. En sus últimos años de su vida tuvo apariciones como invitada especial en el programa periodístico de Mauro Viale llamado Mediodía sangriento y luego Mauro 360°.
Fue fiel defensora por derecho de mujer, no violencia doméstica y no violencia de género. Apoyó y se comprometió activamente en el matrimonio entre personas del mismo sexo y derecho a la vida.

## Vida privada
Estaba casada desde hace varios años con el productor y director Ricardo Octavio Racconto (1953) con quien tuvo dos hijas: Alfonsina y Gimena (1977) la cual es actriz.

## Galardones
En 1987 ganó un Premio Cóndor de Plata por mejor actriz de repartoen La película del rey (1986).
El 14 de agosto de 2010 se le entregó «Distinción de Personalidad Destacada de la Cultura de la Ciudad de Buenos Aires» en el Salón Dorado de la Legislatura de la Ciudad Autónoma de Buenos Aires.
- Mención por valioso aporte a nuestra cultura otorgado por el Honorable Senado de la Nación (2005).

- Premio Podestá a la trayectoria honorable otorgado por el Honorable Senado de la Nación Argentina, Comisión de Educación, Cultura, Ciencia y tecnología (2004).

## Fallecimiento
La actriz falleció a los 72 años en su casa ubicada en el barrio de Balvanera la mañana del sábado 14 de marzo de 2015. 
En 2014 estuvo internada en terapia intensiva tres ocasiones por complicaciones respiratorias debido a un enfisema pulmonar. Era oxígeno dependiente y su salud se había agravado en el último tiempo. En el momento de su fallecimiento estuvo acompañada por su hija en su casa de la calle Saavedra. En el asunto intervino inmediatamente la comisaría de la zona por ser una muerte en domicilio. Sus restos fueron velados en la casa Zuccotti Hnos. (avenida Córdoba 5080) y luego fueron depositados en el Panteón de la Asociación Argentina de Actores en el Cementerio de la Chacarita.

## Obras

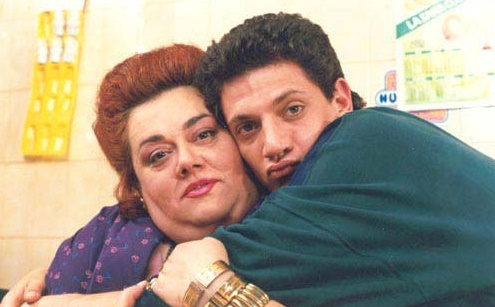
Con Carlos Parrilla en El acompañamiento.

### Cine
- 1976: Juan que reía como Minga.
- 1979: Contragolpe.
- 1980: Queridas amigas.
- 1980: Toto Paniagua, el rey de la chatarra.
- 1986: Chechechela, una chica de barrio como Chechechela.
- 1986: La película del rey como Madama.
- 1986: Las minas de Salomón Rey como la alocada mucama Domitila.
- 1987: Susana quiere, el negro también! como la mucama Pamela.
- 1988: Paraíso Relax (Casa de masajes).
- 1988: Extrañas salvajes como gorda.
- 1989: Eversmile, New Jersey como mujer en pequeño pueblo.
- 1990: Yo tenía un plazo fijo.
- 1991: El acompañamiento.
- 1996: De mi barrio con amor como Juana.
- 1996: S.O.S. Gulubú.
- 1998: Picado fino como la selectora de personal.
- 2002: Las aventuras de Dios como la huésped 4.
- 2002: ¿Te dije que te quiero? (corto) como madre.
- 2004: Dos ilusiones como Yolanda.
- 2006: Sensaciones (historia del sida en Argentina).
- 2013: Limbo. Director: Iván Noel.
- 2014: Algunos días sin música.

### Televisión
Tuvo en su haber amplia carrera actoral con personajes mayormente picarescos y cómicos:
- 1981: Los especiales de ATC (Episodios: «Abuso de confianza» y «Romeo y Julieta»).
- 1981: El ciclo de Guillermo Bredeston y Nora Cárpena (Episodios: «Francisca alegre y olé», «Qué bollo es vivir», «Un drama en el quinto piso» y «Qué bello es vivir») como María, emitido por Canal 9.
- 1982: Gracias doctor como Elsa.
- 1982: Los siete pecados capitales (Episodio:«La gula») como Serafina.
- 1982: Verónica, el rostro del amor.
- 1983: Cara a cara como Amalia Linares de Menard.
- 1985: Duro como la roca, frágil como el cristal junto a Pablo Alarcón, Selva Alemán y Bárbara Mujica.
- 1987: Las gatitas y ratones de Porcel junto a Jorge Porcel, Jorge Luz, Beatriz Salomón, Chico Novarro, Beba Bidart y Mario Sánchez entre otros.
- 1988: Las mil y una de Sapag junto al capo cómico Mario Sapag.
- 1990: Yo tenía un plazo fijo.
- 1991: Tato, la leyenda continúa.
- 1991 / 1992: Atreverse.
- 1993: Sin vergüenza, programa de juegos conducido por Andrea Campbell como movilera haciendo participar al público desde la calle.
- 1993: 300 kilates, la amistad de tres mujeres.
- 1994: Más allá del horizonte como Juana.
- 1995: Chiquititas como Raquel.
- 1999: Campeones de la vida como Griselda.
- 1999: Chiquititas como Raquel.
- 2001: Tiempo final (Episodio: «Cita a ciegas») como Lili.
- 2002: Las cortesanas (Conducción).
- 2003: Costumbres argentinas como Matilde Romero.
- 2004: Un cortado, historias de café.
- 2005: Floricienta como Alelí, presa.
- 2009: Mediodía sangriento como invitada especial emitido por E24.
- 2012 / 2013: Mauro 360° como invitada especial.

## Teatro
- Extraño juguete (Directora de actores, directora).
- Dios los junta, el diablo los amontona (Autora, adaptación).
- Ellos, nosotros (Autora, directora).
- Brutta miseria (Actriz).
- Los colores de Niní, la salida (Directora).
- 1978: Crónica de adultos de Brian Friel.
- 1983: Doña Flor y sus dos maridos (Actriz).
- 1986: Secuestro de un industrial capitalista de Darío Fo.
- 1990: Mi suegra está loca, loca, loca (Actriz).
- 2013: Viejos son los trapos (Actriz).